# Alive in Joburg
Alive in Joburg es un cortometraje canadiense perteneciente al género de falso documental, de ciencia ficción escrito y dirigido por Neill Blomkamp y protagonizado por Sharlto Copley, Jason Cope y Dawie Ackermann. La película explora temas del apartheid y se caracteriza por sus efectos visuales y sus imágenes de estilo documental. El largometraje District 9 de Blomkamp, nuevamente protagonizado por Copley y Cope, expande los temas y elementos de este cortometraje.

## Trama y temas
En 1990, Johannesburgo es el hogar de una serie de refugiados extraterrestres, cuyas grandes naves espaciales (que se estiman en casi un kilómetro de longitud) se pueden ver sobrevolando la ciudad. Cuando los visitantes llegaron por primera vez, la población humana estaba enamorada, entre otros aspectos, de los avanzados «trajes biológicos» de los extraterrestres, y los recibió con los brazos abiertos. Sin embargo, los alienígenas más tarde comenzaron a mudarse a otras áreas de la ciudad, cometiendo delitos para sobrevivir y frecuentemente se enfrentaron con la policía. Viéndose como un documental, la película continúa con entrevistas y grabaciones tomadas de cámaras de mano, que resaltan la creciente tensión entre la población civil de la Tierra y los visitantes extraterrestres.
Según los individuos «entrevistados» en la película, los alienígenas eran mano de obra cautiva (esclavos o sirvientes contratados), obligados a vivir en «condiciones que no eran buenas» y habían escapado a la Tierra. Debido a que la película tuvo lugar en 1990, mientras el apartheid todavía estaba vigente en Sudáfrica, los alienígenas se vieron obligados a vivir entre la población negra ya oprimida, causando conflicto con ellos, así como con la población no blanca y blanca.
Todas las declaraciones de entrevistas que no mencionan explícitamente a los extraterrestres fueron tomadas de entrevistas auténticas con muchos sudafricanos a quienes se les había preguntado sus opiniones sobre los refugiados de Zimbabue.

## Los alienígenas
Las especies exóticas en Alive in Joburg nunca son nombradas, hablan en un idioma indefinido, y frecuentemente son referidas simplemente como «ellas» o «los alienígenas». Un ciudadano se refirió a ellos como «el poleepkwa». En sus trajes biológicos, se parecían a robots humanoides, bípedos. Fuera de sus trajes, sus rasgos no humanos más evidentes son la falta de cabello y orejas, y los tentáculos que sobresalen donde estaría la boca de un humano. En la película, el área donde uno esperaría que estén los ojos, estuvieran pixelados, aunque en una escena posterior se muestra un extraterrestre con ojos no pixelados.
Una escena al comienzo de la película, que se muestra como imágenes de televisión, muestra a un extraterrestre vestido con un traje mecánico: un traje que se aleja de un ataque de dos policías lanzándoles vehículos.

## Legado
Después de filmar Alive in Joburg, Neill Blomkamp fue contratada para dirigir una próxima película basada en el videojuego Halo, producida por Peter Jackson. La película nunca se produjo, pero Blomkamp logró convencer a Jackson de que produjera una película basada en algunas ideas de la trama que tenía. Esta película se convirtió en District 9, e incorporó algunas ideas de Alive in Joburg. Fue lanzado el 14 de agosto de 2009 por Sony Pictures, dirigido por Neill Blomkamp con la producción ejecutiva por Peter Jackson, y con Sharlto Copley y Jason Cope, quienes también participaron en Alive en Joburg. District 9 fue nominada a cuatro premios de la Academia, incluyendo a mejor película.